# 清流復活事業

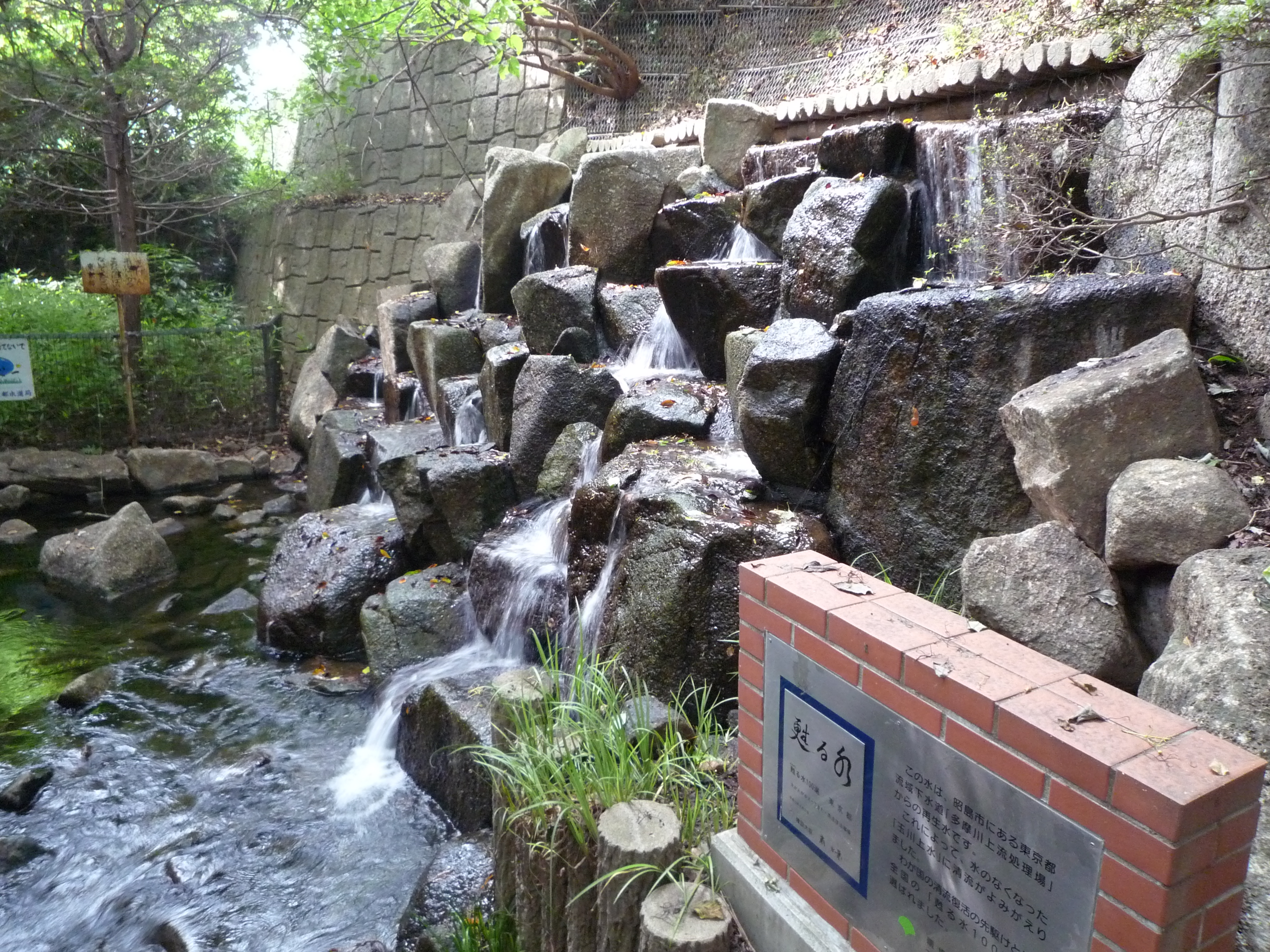
小平監視所直下の玉川上水にある“清流復活“の放流口と、「甦る水」の銘板。

東京都による「清流復活事業」（せいりゅうふっかつじぎょう）は、水利環境の変化により水を失ったかつての川や用水路に、下水処理水などを放流することによって、水辺としての水流を復活させようとするもの。
処理水の新しい利用法に先鞭をつけ、全国の自治体による“清流復活”の先駆けとなった事業である。

## 概要
昭島市内にある多摩川上流水再生センターにおいて高度二次処理を施して再生した下水を送水し、小平監視所（玉川上水駅近傍）直下にて玉川上水へ、またやや東方地点（東大和市駅近傍）から野火止用水へと放流している。
前者の水はさらに境橋地点（武蔵境駅北方）で分水し、一部を千川上水へも流している。
これらの上水/用水はいずれも、1970年代までには生活排水で汚れてしまったり、水を失って空堀化してしまっており、当事業の実施によってはじめて水辺としての地位を回復できたものである。“清流復活”以前の経緯については各上水/用水の項目を参照されたい。
野火止用水の再生水はそのまま埼玉県へ越境し、暗渠を経て新河岸川へと合流するが、玉川上水と千川上水については暗渠に入った先で水を回収の上、前者は神田川、後者は善福寺川へと放流し、両河川の渇水対策に役立られている。

### 城南三河川清流復活事業
上記とは別に「城南三河川清流復活事業」として、落合水再生センターで処理した再生水を、渋谷川（古川）、目黒川、呑川へと送水・放流している。これらの都市河川は、その源流・支流のほとんどが（暗渠化された上で）下水道幹線へと転用されているため、常時水量に乏しく、場所によってはほとんど涸れ川のような状態となっていた。これを補うためのものである。
この事業以降、アユの生息も確認され、水辺に親しむ気運が高まってきたという。

## 沿革
- 1984年（昭和59年）8月 - 野火止用水に水流を復活。
- 1986年（昭和61年）8月 - 玉川上水に水流を復活。
- 1989年（平成元年）3月 - 千川上水に水流を復活。
- 1995年（平成7年）3月 - 城南三河川清流復活事業の送水を開始[5]。

## 再生水
各水再生センターによると、処理前後の水質は以下のとおり。
下水に含まれる屎尿成分の窒素、リンなどの溶存物質を完全に除去することは難しく、一般の河川水にくらべるとまだ富栄養的ではあるものの、大幅に浄化され、水質基準も大きく下回っていることがわかる。
また、野火止・玉川・千川の各用水/上水に放流される水は、通常の処理水よりも一段と浄化されていることがわかる。これは、通常の処理水に対してさらに砂ろ過処理・オゾン処理を施すことによって得られた水質である。
単位はすべて mg/L 。
またここでいう水質基準とは、東京都の「都民の健康と安全を確保する環境に関する条例」による、既設下水処理場向けの排出基準である。
|        | 水質基準 | 多摩川上流水再生センター | 多摩川上流水再生センター | 多摩川上流水再生センター | 落合水再生センター   | 落合水再生センター |
| 処理前 | 水質基準 | 処理後 （一般放流）      | 処理後 （上水/用水）     | 処理前                   | 処理後 （城南3河川） |                    |
| ------ | -------- | ------------------------ | ------------------------ | ------------------------ | -------------------- | ------------------ |
| BOD    | 25以下   | 190                      | 2                        | 2                        | 190 - 220            | 1                  |
| COD    | --       | 92                       | 9                        | 5                        | 92                   | 7                  |
| 全窒素 | 30以下   | 29                       | 9.6                      | 9.4                      | 27.9 - 31.7          | 11.5               |
| 全リン | 3.0以下  | 3.9                      | 1.2                      | 0.3                      | 3.0 - 3.7            | 1.5                |

各水路/河川ごとの計画水量は以下のとおり。
単位は m3 /日。
実績値はこれよりも少なくなるが、天候などにも左右されるため時期によっても出入がある。
|                    | 上水/用水 | 上水/用水 | 上水/用水 | 城南3河川 | 城南3河川 | 城南3河川 |
| 野火止用水         | 玉川上水  | 千川上水  | 渋谷川    | 目黒川    | 呑川      |           |
| ------------------ | --------- | --------- | --------- | --------- | --------- | --------- |
| 計画水量（最大値） | 15,000    | 13,200    | 10,000    | 19,900    | 30,200    | 36,300    |

東京都の緊縮財政により、水量は近年減少される傾向にある。